# Automechanika
Automechanika es, con alrededor de 4.600 expositores, la mayor feria de la industria del automóvil. 
Se lleva a cabo cada dos años (años pares), alternando con la IAA Cars (Internationale Automobil-Ausstellung) en los recintos feriales de Frankfurt. En contraste con la IAA, Automechanika es una feria puramente de visitantes.

## Desarrollo

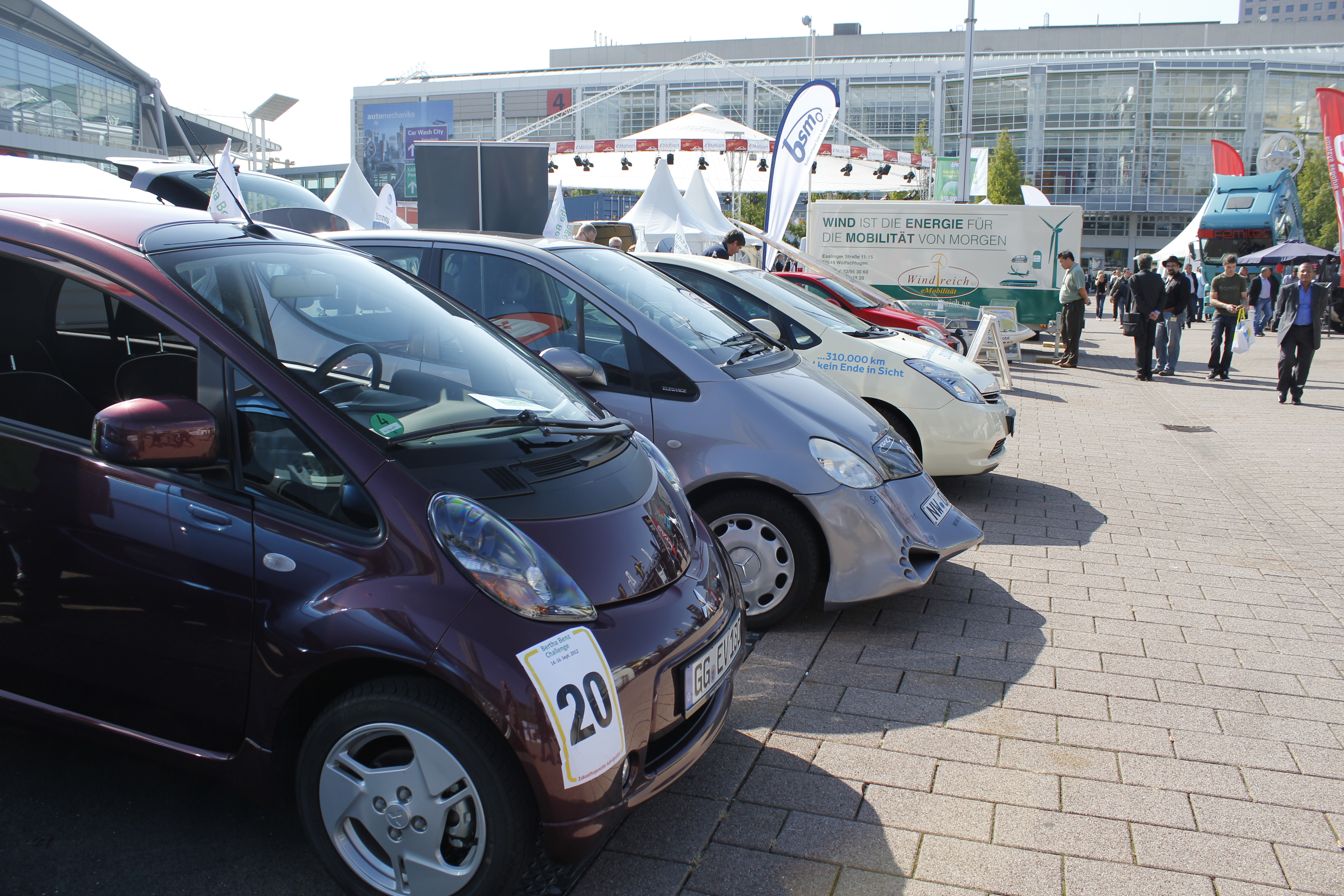
El espacio abierto entre las salas de exposición Agora de Messe Frankfurt. En Automechanika 2012, la Competición Bertha Benz mostró innovadores vehículos eléctricos e híbridos a los visitantes.

Automechanika tuvo lugar desde el pasado 11 al 16 de septiembre de 2012 en Frankfurt.[actualizar]
Se ha convertido, desde su nacimiento en 1971, en una de las más exitosas ferias de visitantes. En el año 2010, un total de 4.471 expositores de 76 países presentaron sus productos a los 153.837 visitantes.
Las cinco áreas de productos de Automechanika en Frankfurt:
- Reparación y mantenimiento.
- Piezas y sistemas.
- Accesorios y tuning.
- Estación de servicio y lavadero.
- IT y gestión.

Automechanika ha sido exportada a otros países. En la actualidad 13 eventos de Automechanika se llevan a cabo alrededor del mundo en 4 continentes (Birmingham, Buenos Aires, Dubái, Estambul, Frankfurt, Ho Chi Minh City, Johannesburgo, Kuala Lumpur, Ciudad de México, Nueva Delhi, Nur-Sultan, Riad, y Shanghái).